# Callahan County
Callahan County är ett administrativt område i delstaten Texas, USA, med 13 544 invånare (2010). Den administrativa huvudorten (county seat) är Baird.

## Geografi
Enligt United States Census Bureau har countyt en total area på 2 334 km². 2 328 km² av den arean är land och 5 km² är vatten.

### Angränsande countyn
- Shackelford County - norr
- Eastland County - öster
- Brown County - sydost
- Coleman County - syd
- Taylor County - väst
- Jones County - nordväst